# Phoros
Il phoros (in greco antico: φόρος?) era il nome del tributo versato ad Atene dai membri della lega delio-attica. Tale lega, fondata nel 477 a.C., riunì attorno ad Atene numerose pòleis (città) del mondo greco nell'ambito delle guerre persiane. Gli alleati di Atene preferivano infatti, rispetto alla materiale contribuzione con proprie  navi, il pagamento di un contributo: ciò permise ad Atene di costituire una propria flotta sempre più consistente e favorì l'affermarsi della talassocrazia ateniese. Questa generò uno squilibrio che permise alla capitale dell'Attica di imporre la propria egemonia e sottomettere gli alleati, i quali poi via via espressero il desiderio di lasciare la federazione.
Il phoros era fissato annualmente in base alla proposta della Boulé e votato dalla Ecclesia di Atene. Era diviso in cinque distretti:
- distretto della Tracia
- distretto dell'Ellesponto
- distretto della Ionia
- distretto della Caria
- distretto delle isole

L'importo variava a seconda della ricchezza delle città e del loro grado di fedeltà ad Atene (da 1  talento di Cauno, in Caria, ai 15 di Bisanzio). La somma globale, in linea generale, si avvicinò ai 400 talenti e raggiunse il migliaio nel corso della guerra del Peloponneso.
Il phoros si pagava al tesoro della Lega, inizialmente conservato al santuario di Apollo Delio, nell'isola di Delo, e dal 454 a.C. ad Atene. A partire dal 450 a.C. la metà serviva alla costruzione e alla manutenzione della flotta ateniese e il resto, con un'iniziativa agli alleati non gradita, fu invece devoluto a sostenere l'edilizia pubblica: faceva parte del finanziamento per la costruzione dell'Acropoli di Atene.
Nel 413 a.C. venne sostituito da un'altra imposta chiamata Eikoste.